# 사티와자
샤티와자 (또는 마티와자)는 기원전 14세기의 미탄니의 왕(재위 기원전 1350~기원전 1320)이었다.
샤티와자는 투슈라타 왕의 형제였다. 그의 후르족 이름은 킬리-테슙으로 그의 전임자의 사후 정치적인 혼란기에 찬탈자 슈타르나 3세가 샤티와자를 살해하려고 하였다. 샤티와자는 탈출하고 히타이트왕 수필룰리우마 1세에게 달아났다. 그는 그의 딸은 그에게 시집보내고 히타이트 군대와 돌아았다. 슈타르나 3세는 그의 부재시에 찬탈하였으나 격파되고 사티와자가 미탄니의 왕으로 설치되었다. 그 사건은 수필룰리우마와 샤티와자의 조약에 기록되어있다.
| 전 대 슈타르나 3세 | 제11대 미탄니 국왕 기원전 1350년 ~기원전 1320년 | 후 대 샤투아라 1세 |